# Masagua
Masagua est une ville du Guatemala dans le département d'Escuintla.